# Cemitério do Lajeado
O Cemitério do Lajeado é uma importante necrópole da Zona Leste de São Paulo localizada na Estrada do Lajeado Velho, no distrito de Lajeado, próxima à divisa com o município de Ferraz de Vasconcelos. É comumente chamado de Cemitério de Guaianazes.

## História
Inicialmente os sepultamentos eram feitos em uma pequena área, de aproximadamente 8000 metros quadrados, conhecido hoje como cemitério antigo do Lajeado. Com o desenvolvimento do bairro foi criado uma nova área para sepultamentos, em frente ao antigo.
No local encontram-se sepultados os antepassados de famílias ilustres que muito fizeram para o desenvolvimento do bairro de Guaianases, entre elas destacamos as familias: Teixeira, Pereira, Japequino, Gianetti, Vargas, Radiante e familia Veiga Bueno entre tantas outras. Saturnino Pereira, o grande desenvolvedor do bairro é homenageado com seu nome em uma das mais importantes avenidas do bairro, Avenida Saturnino Pereira.
Ruth Pereira Matheus, filha de Saturnino Pereira a primeira esposa de Vicente Matheus ex-presidente do Sport Club Corinthians Paulista encontra-se sepultada nesse cemitério.